# تسوگت-اوچیرین نامونتستسگ
تسوگت-اوچیرین نامونتستسگ (به مغولی: Цогт-Очирын Намуунцэцэг؛ متولد ۳۱ مارس ۱۹۹۶) کشتی‌گیر آزادکار اهل مغولستان است. وی سابقه حضور در المپیک ۲۰۲۰ توکیو را دارد.